# 近藤仁美
近藤 仁美（こんどう ひとみ、1988年 - ）は、日本のクイズ作家。日本人初のWorld Quizzing Championships 問題作成者、Trivia Hall of Fame 殿堂入り。メンサ会員。

## 来歴
三重県出身。早稲田大学教育学部国語国文学科卒業、同大学大学院教育学研究科修了。早稲田大学クイズ研究会に入会し、大学在学中からクイズ作家として活動をはじめた。
2009年から日本テレビ系『高校生クイズ』の問題作成を担当するほか、『クイズ!あなたは小学5年生より賢いの?』などでクイズ問題の作成・監修を行う。
2018年に、国際クイズ連盟日本支部長に就任。World Quizzing Championships では、日本人初、かつ唯一の問題作成者を務めた。
2023年、トリビアとクイズの国際的な賞である「Trivia Hall of Fame（トリビアの殿堂）」の殿堂入りを果たした。ノミネート・受賞ともに日本人初である。

## 著書
- クイズ作家のすごい思考法（2025年、インターナショナル新書）ISBN 978-4-7976-8152-9